# Quintette avec clarinette (Aho)
Le quintette avec clarinette et cordes est une œuvre de Kalevi Aho terminée en 1998.
Kalevi Aho travaille avec des objectifs de série dans ses compositions. Par exemple, il existe une série de concertos solos, et également une série pour la musique de chambre. Pour chaque instrument à vent, il veut écrire un quintette. En 1998, ce quintette pour clarinette a suivi le thème de cette série. L'œuvre a été écrite à la demande du Festival de musique de chambre de Kuhmo. La première a eu lieu le 23 juillet 1999. Le soliste de cette première était le clarinettiste Osmo Vänskä, accompagné par le Quatuor Yggdrasil. La carrière de Vänskä a débuté en tant que clarinettiste de l'Orchestre philharmonique d'Helsinki et  a enregistré un grand nombre d'œuvres orchestrales d'Aho en tant que chef d'orchestre.
La pièce est éditée chez Fennica Gehrman (en).

## Analyse
Le quintette commence par la première cadence et cinq mouvements suivent :
- mesure 72 - presto e leggierissimo - attaca
- mesure 116 : Andante
- mesure 80 : Cadence - attaca
- Furioso, prestissimo -attaca
- Epilogue, andante

## Enregistrements
- Publié par BIS Records : Osmo Vänskä avec Sarah Kwak, Gina DiBello (violon), Thomas Thurner (alto), Anthony Ross (violoncelle) lors d'un enregistrement en 2010 à Minneapolis, alors que Vänskä avait été pendant quelque temps le chef principal de l'orchestre symphonique du Minnesota ; le quatuor à cordes qui l'accompagne a été formé à partir des solistes de cet orchestre[1].